# Pourouma melinonii
Pourouma melinonii är en nässelväxtart. Pourouma melinonii ingår i släktet Pourouma och familjen nässelväxter.

## Underarter
Arten delas in i följande underarter:
- P. m. glabrata
- P. m. melinonii